# 霍梅拉
霍梅拉（波斯语：حميرا بیگم，1918年7月24日—2002年6月26日），是阿富汗末代国王穆罕默德·查希尔沙的王后。
出生於阿富汗一个贵族家庭，她在1931年和表亲查希尔沙结婚。婚后诞下六子两女。
霍梅拉王后在1959年响应首相穆罕默德·达乌德汗对阿富汗妇女移除面紗的建议，主动停止穿戴希贾布和面纱。达乌德汗乘国王和王后访问意大利时发动政变，将其废黜，成立阿富汗共和國（1973年－1978年）。同年8月，查希尔正式宣布退位。退位后，阿富汗王室一家在義大利罗马居住，2002年6月26日在罗马病逝，遗体在阿富汗喀布尔下葬。